# LKW Walter

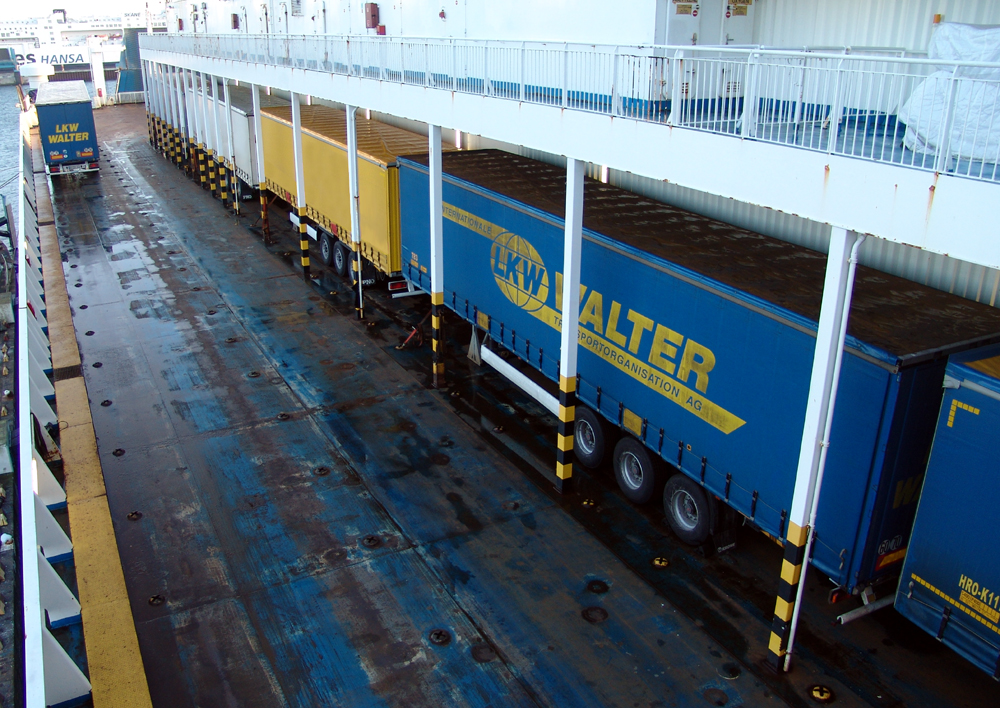
Reboque da LKW WALTER Internationale Transportorganisation AG no Tom Sawyer (TT-Line), no porto de Trelleborg

A LKW WALTER Internationale Transportorganisation AG (breve: LKW WALTER) é uma empresa de transportes austríaca, com a sede em Wiener Neudorf e uma filial em Kufstein, no Tirol.
Desde 1986 que é conferido o direito à LKW WALTER de possuir o Brasão da República Austríaca.
A atividade principal da empresa consiste na organização de transportes completos de cargas em toda a Europa, assim como de e para a Rússia, Ásia Central, o Médio Oriente e o Norte de África. Para além do transporte rodoviário normal com camiões de lona, oferecem também transportes combinados de carril/estrada, bem como Short Sea Shipping.

## WALTER GROUP
Além da LKW WALTER Internationale Transportorganisation existem outras filiais na WALTER GROUP.
- CONTAINEX Container-Handelsgesellschaft — Comércio de contentores
- WALTER BUSINESS-PARK — Aluguer de escritórios e armazéns
- WALTER LAGER-BETRIEBE — Depósito
- WALTER LEASING — Leasing/aluguer com opção de compra de tratores e reboques
- WALTER IMMOBILIEN — Investimento em imóveis habitacionais e comerciais